# No sabe, no contesta (película)
No sabe, no contesta, también conocida como NS/NC, es una película argentina del año 2002 dirigida por Fernando Musa.

## Argumento
No sabe, no contesta cuenta la historia de Joaquín, que estudia cine y le gusta Laura. Tres días en cuatro capítulos en cuatro historias de cuatro amigos. Tres días en la historia de Joaquín que tiene tres amigos. Marcos, que tiene una novia que queda embarazada de otro. Damián, que tiene una novia que se acuesta con otro. David, que se acuesta con la novia de Damián.

## Reparto
- Mariano Martínez - Joaquín
- Daniel Hendler - David
- Celina Zambón - Paulina
- Enrique Liporace - El padre de Joaquín
- Facundo Espinosa - Marcos
- Santiago Pedrero - Damián
- Karina Dalí - Laura
- Darío Torrens   - Ariel
- Cecilia Trejo   - Sofía
- Marcos Zucker - El abuelo
- Alejandra Coutgno - Madre de Sofía
- Carlos Torlaschi - Padre de Sofía
- Constanza Sánchez - Hermana Sofía
- Roberto Manrique - Fletero
- Vanesa Aspromonte - Chica Piano
- Julieta Maciel - Chica Piano
- Alejandra Zapata - Parejas Retiro
- Melania Mignones - Parejas Retiro
- Gabriel Daer - Parejas Retiro
- Maximiliano Trento - Parejas Retiro